# Black Mountain College

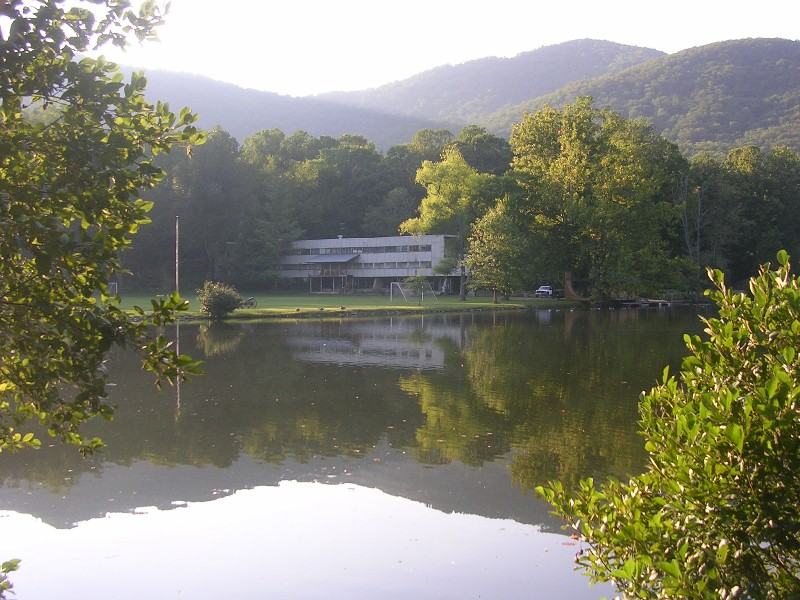
Hauptgebäude des ehemaligen Black Mountain College

Das Black Mountain College (BMC) war von 1933 bis 1957 eine progressive Bildungsinstitution in den USA. Wissenschaften und Künste wurden als gleichberechtigt betrachtet, demokratische Lehr- und Lernprozesse sollten demokratisch reife Menschen hervorbringen.

## Geschichte und Profil
Das BMC wurde 1933 in einem kleinen Ort in den Appalachen, in der Nähe von Asheville, North Carolina gegründet und bestand dort bis 1957. Sein Begründer war der Altphilologe John Andrew Rice, der im April 1933 wegen seines Widerstands gegen autoritäre Unterrichtsmethoden vom Rollins College, Florida, entlassen worden war. Josef Albers, am Bauhaus Vizedirektor unter Mies van der Rohe, und Anni Albers, die ebenfalls am Bauhaus unterrichtet hatte, kamen im Dezember 1933 der Einladung, Mitglieder des Black-Mountain-Lehrkörpers zu werden, nach. Weitere vom NS-Regime verfolgte Intellektuelle folgten. Schon ab Ende der 1940er Jahre war das Black Mountain College die führende Institution zur interdisziplinären Ausbildung vorwiegend (aber nicht ausschließlich) künstlerischer Fachrichtungen: Bildende Kunst, Theater, Literatur, Musik, Architektur, Geschichte, Physik und Ökonomie wurden gelehrt, dabei nicht als Einzeldisziplinen verstanden, sondern fächerübergreifend. Nach dem Zweiten Weltkrieg gingen die kreativen Impulse dann zunehmend von jungen amerikanischen Künstlern und Wissenschaftlern aus, „die zwischen den urbanen Zentren an der amerikanischen Ost- und Westküste und dem ländlichen Black Mountain pendelten“. Ab 1951 war Charles Olson, der seit 1948 immer wieder als Gastdozent am BMC unterrichtet hatte, Lehrer, von 1954 bis zur Schließung des Colleges 1957 Rektor des BMC. Im Nachruf der New York Times auf Olson hieß es über das Black Mountain College: "The college established itself a reputation as one of the country's most important literary centers." Bis zur Auflösung hatten 1200 Studierende das Black Mountain College besucht.
Im deutschen Sprachraum befasst sich seit ihrer Dissertation Sigrid Pawelke mit den Zusammenhängen zwischen Bauhaus und Black Mountain College.
Im Museum Hamburger Bahnhof in Berlin befinden sich zwei Werke von Cy Twombly und Robert Rauschenberg, die 1951 und 1952 am BMC entstanden sind. Die umfassende Ausstellung Black Mountain. Ein interdisziplinäres Experiment 1933 - 1957 beförderte 2015 neues Interesse am Black Mountain College und seinen Exponenten. "Dass das BMC [...] für die Kunst, insbesondere in den USA der zweiten Hälfte des 20. Jahrhunderts, eine so große Rolle einnimmt", so Die Tageszeitung anlässlich der Ausstellung in Berlin, "liegt vor allem daran, dass fast alle Großen aus der künstlerischen Avantgarde irgendwann einmal am Black Mountain College studierten, lehrten oder doch wenigstens referierten." An Namen sind beispielsweise John Cage, Merce Cunningham, Willem de Kooning, Robert Motherwell, Richard Buckminster Fuller oder Franz Kline, an Black Mountain Poets u. a. Robert Creeley oder Denise Levertov zu nennen.

## Dozenten

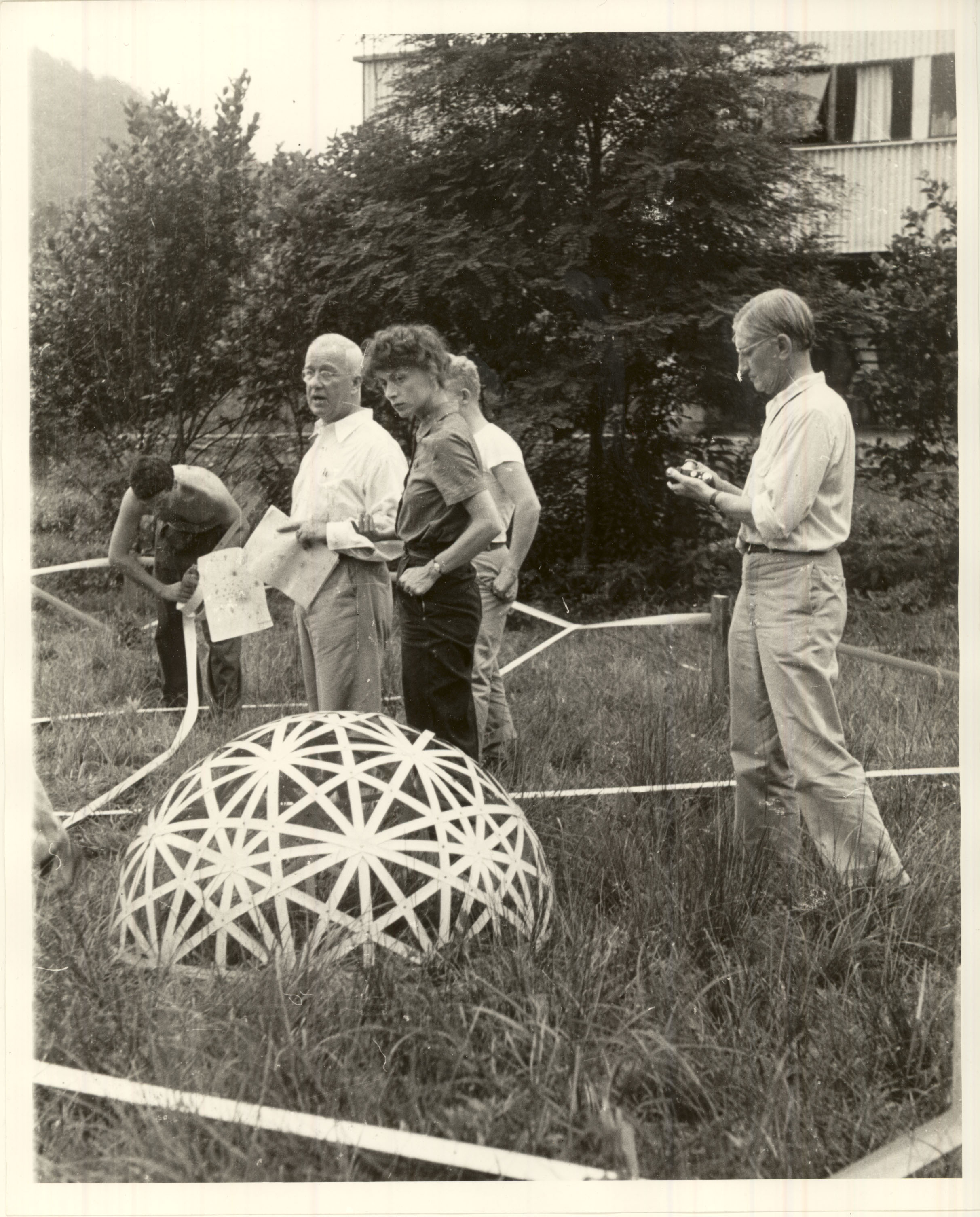
Studium und Lehre; Buckminster Fuller (links), Elaine de Kooning und Josef Albers (rechts), 1948

- Anni Albers (1899–1994), Textilkünstlerin, Weberin, Graphikerin
- Josef Albers (1888–1976), Maler, Kunsttheoretiker, Kunstpädagoge
- Hazel Larsen Archer  (1921–2001), Fotografin, Kunstpädagogin
- John Cage (1912–1992), Komponist
- Robert Creeley
- Merce Cunningham
- Max Dehn (1878–1952), Mathematiker
- Elaine de Kooning
- Willem de Kooning
- Lyonel Feininger
- Richard Buckminster Fuller (1895–1983), Architekt, Designer
- Walter Gropius (1883–1969), Architekt
- Lou Harrison
- Ernst Hellinger (1883–1950), Mathematiker
- Heinrich Jalowetz, Komponist, und Johanna Jalowetz (1885–1966)
- Franz Kline
- Jacob Lawrence
- Robert Motherwell
- Fritz C. Neumann (1897–1976), Pädagoge
- Charles Olson
- M. C. Richards (Mary Caroline Richards)[7]
- Alexander Schawinsky
- Ben Shahn
- Erwin W. Straus
- Stefan Wolpe

## Gastdozenten
- Albert Einstein
- Clement Greenberg
- William Carlos Williams

## Alumni
- Ruth Asawa
- John Chamberlain
- Robert De Niro, Sr.
- Ray Johnson
- Basil King[8]
- Kenneth Noland
- Arthur Penn
- Robert Rauschenberg
- Dorothea Rockburne
- Kenneth Snelson
- Cy Twombly
- Susan Weil[9]
- John Wieners
- Vera B. Williams